# Broconius
 Brocónius — підрід жуків роду Lixus родини Довгоносики (Curculionidae).

## Зовнішній вигляд
До цього підроду відносяться жуки дрібного та середнього розміру, довжина тіла яких становить 4.5-13 мм. Основні ознаки:
- головотрубка коротка, у основи з трохи пласким сідлоподібним вдавленням;
- надкрила циліндричні із невитягнутими, округлими вершинами.

Фотографії одного з видів цього підроду див. на.

## Спосіб життя
Типовий для видів роду Lixus. Для Lixus rubicundus рослинами-господарями слугують різні види з родини Лободові. Імаго живляться зеленими частинами рослин, яйця відкладаються по одному у стебла. Личинки живляться тканинами серцевини і заляльковуються у камері з тонкими стінками.

## Географічне поширення
Ареал підроду охоплює весь Південь Палеарктики. У цих широких межах значній частині видів притаманний порівняно невеликий регіон. Один з видів цього підроду мешкає в Україні (див. нижче).

## Класифікація
Нижче наведено перелік 8 видів цього підроду, що мешкають у Палеарктиці. Вид з української фауни позначений кольором:
- Lixus korotyaevi Ter-Minasian, 1989 — південь Європейської Росії, Монголія, Корея
- Lixus lukjanovitshi Ter-Minasian, 1966 — Казахстан, Таджикистан
- Lixus margaritae Davidian, 1993 — південь Європейської Росії, Закавказзя, Туркменістан
- Lixus noctuinus Petri, 1904 — Закавказзя, Туркменістан
- Lixus rectirostris Faust, Алжир, Марокко
- Lixus rubicundus Zoubkoff, 1833 — Південь Європи, Марокко, Ізраїль, Туреччина, Іран, Середня Азія, Казахстан, Західний Сибір, Монголія
- Lixus tibiellus Desbrochers des Loges, 1904 — Алжир
- Lixus vachshensis Ter-Minasian, 1966 — Таджикистан